# Kulārṇava Tantra
Il Kulārṇava Tantra ("Tantra dell'oceano del Kula") è un testo delle tradizioni tantriche del Kula datato fra l'XI e il XV secolo e.v.

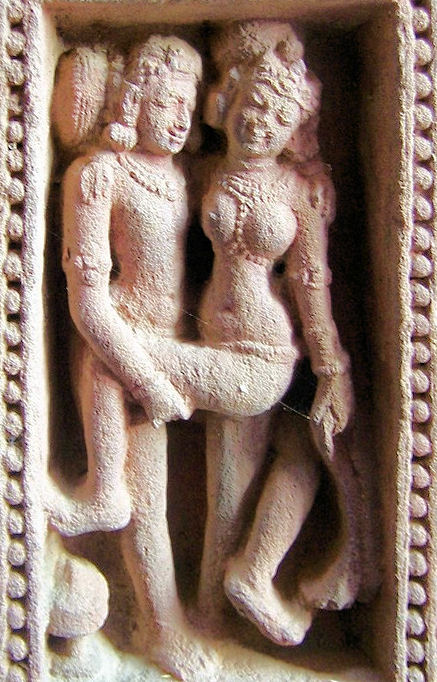
Scultura che raffigura una coppia durante l'unione sessuale; tempio shivaita di Mukteśvara, stato del Punjab, India del Nord.

## Generalità
(Kulārṇava Tantra, IX.59, traduzione propria da Brooks 2001, p. 357)
Ritenuto tradizionalmente una sezione dell'Ūrdhvāmnāya Tantra, un tantra perduto, quest'opera consiste, nella forma attualmente nota, di circa 2060 versi raggruppati in 17 capitoli detti "onde" (ullāsas). Il testo, come molti altri simili delle tradizioni tantriche, è esposto nella forma di dialogo fra Śiva e Pārvatī, consorte del Dio nella mitologia śaiva.
Sebbene il Kulārṇava Tantra presenti la sua propria versione del Kula intesa come scuola, esso è stato considerato un testo autorevole anche da coloro che non ne hanno condiviso la dottrina e le prescrizioni. In questa visione, il termine kula, che letteralmente vuol dire "razza", "famiglia", "clan", va inteso in un'accezione più ampia: secondo l'accademico Douglas Renfrew Brooks può ben essere tradotto con "cuore", basandosi anche su un commento del filosofo Abhinavagupta (X – XI secolo), il quale nella Parātrīṃśikāvivaraṇa intende con kula l'essenza del Supremo, «il cerchio di raggi dello splendore del supremo Signore Bhairava». Bhairava ("Il Tremendo") è ipostasi di Śiva, divinità che in alcune tradizioni del Kula identifica l'Assoluto medesimo.
Douglas Renfrew Brooks fa altresì notare che Abhinavagupta, e con lui anche altri, opera una distinzione fra gli adepti del Tantra, i tāntrika, e gli adepti del Kula, i kaulika, ma il testo non fornisce elementi che giustifichino tale distinzione.

## Contenuti dell'opera
Il Kulārṇava Tantra presenta un insieme di insegnamenti e pratiche spirituali diretti a quella cerchia ristretta di adepti che fanno parte del Kula, il clan; iniziati che hanno come fine spirituale il raggiungimento di quell'essenza della realtà che ognuno ha nel proprio intimo, che altro non è che il cuore del divino stesso, il kula come realtà.
Causa materiale ed efficiente dell'universo è Śiva, il suo riflesso nel mondo è Śakti, l'energia divina che gli esseri e le cose nel mondo sperimentano come causa di ogni trasformazione. Śakti non è mai separata da Śiva, e quest'aspetto trova corrispondenza nell'iconografia classica, dove Śiva e Śakti sono rappresentati come una coppia maschio-femmina stretta in un abbraccio descritto come eterno.
Fondamentale è l'insegnamento del maestro spirituale, il guru, l'unico che può trasmettere al discepolo il potere di trasformare la propria vita, di liberarlo dall'ignoranza di essere separato dal divino, di sperimentare così la gioia della liberazione in questa stessa vita.
(Kulārṇava Tantra, I.107, traduzione propria da Brooks 2001, p. 352)
Molti dei mezzi che il testo presenta sono basati sui mantra, qui intesi non tanto come formule rituali, ma come espressione della Śakti, potenza del divino in forma fonica.
(Kulārṇava Tantra, III.50, traduzione propria da Brooks 2001, p. 353)
L'espressione hamsa può essere tradotta con Io-Egli, cioè "Io sono Lui", dove Lui è Śiva. Il mantra ricorda uno dei grandi detti (mahāvākya) delle Upaniṣad: Tat tvam asi, "Quello sei tu", l'identità fra l'essenza individuale e quella cosmica.
Accanto ai mantra il testo espone altri mezzi, caratteristici di queste tradizioni del Kula, rituali e pratiche che ne evidenziano il carattere trasgressivo rispetto all'ortodossia brahmanica. Sono questi i mezzi basati sulle cosiddette "cinque M" (panchamakāra): madya ("vino"), matsya ("pesce"), māṃsā ("carne"), mudrā ("grano fermentato"), maithuna ("relazione sessuale"). Madya indica, in un'accezione più ampia, qualsiasi bevanda alcolica. Va altresì esplicitamente fatto osservare che l'uso di questi alimenti e bevande è finalizzato esclusivamente alle pratiche rituali, e il loro uso al di fuori di tale contesto è proibito.
(Kulārṇava Tantra, V.79, traduzione propria da Brooks 2001, p. 355)
L'unione sessuale non è qui intesa come mero accoppiamento, come soddisfazione dell'istinto sessuale cioè, ma quando svolta secondo il rito, non è altro che l'espressione dell'unione dei due princìpi, Śiva e Śakti, la coppia divina nella personificazione che usualmente se ne fa, e ha quindi come fine il riconoscimento del Sé, Śiva, nell'unione con l'altro.